# Niskoorbitalne Działo Jonowe
Niskoorbitalne Działo Jonowe (ang. Low Orbit Ion Cannon, LOIC) – program, który może być użyty do przeprowadzania ataków typu DoS. Nazwa angielska oznacza działo jonowe umieszczone na niskiej orbicie okołoziemskiej, czyli fikcyjną broń masowego rażenia występującą najczęściej w grach komputerowych (np. Command & Conquer) i twórczości z gatunku SF.
LOIC został oryginalnie stworzony przez firmę Praetox Technologies w języku C#, a jego źródła zostały uwolnione. Narzędzie służy do przeprowadzania ataków DoS (a w przypadku wielu atakujących – DDoS) poprzez przeciążenie atakowanego serwera dużą ilością pakietów TCP/UDP lub żądań protokołu HTTP.
Niezależnie od głównego projektu dostępne są też wersje LOIC napisane w Pythonie oraz (nie wymagające instalacji) wersje napisane w języku JavaScript (JS LOIC).

## Środki zaradcze
Specjaliści twierdzą, że odpowiednio przygotowane reguły dla systemów firewall mogą odfiltrować większość ruchu generowanego przez atak przeprowadzany za pomocą LOIC, ale należy pamiętać, że skuteczna obrona przed atakami DDoS na poziomie sieciowym jest bardzo trudna.

## Znane przypadki użycia
- atak na strony WWW scjentologów przeprowadzony przez Anonymous w ramach Project Chanology
- atak na strony Recording Industry Association of America w październiku 2010 przeprowadzony przez Anonymous[6]
- operacja Payback przeprowadzona w grudniu 2010 przez grupę hakerów LulzSec przeciwko stronom firm i organizacji, które zostały uznane przez nich i Anonymous za działające na szkodę portalu Wikileaks[7][8][9]
- ataki na polskie strony rządowe w styczniu 2012 roku w proteście przeciwko ratyfikacji umowy międzynarodowej ACTA[10]
- operacja Leakspin przeprowadzona w grudniu 2010 przez grupę hakerów Anonymous[11]